# Poupée girl
Poupée girl (プーぺガール) era un juego en línea en Japón dirigido especialmente a chicas. El fin de este juego era vestir a una muñeca virtual que se podía crear a gusto, uno elegía el tipo de ojos, color de piel, etc. Era, también, una comunidad virtual, donde se podían subir fotografías de ítems propios, como ropa, accesorios, maquillaje y todo lo relacionado con moda y belleza. La idea de compartir fotos de tus cosas con las demás usuarias era contar en dónde lo compraste, cuánto te costó, qué marca es, etc. 
El 17 de diciembre de 2009, junto a Sega, fue lanzada la versión para Nintendo DS del juego. El 31 de marzo de 2015 la página cerró definitivamente.

## Home
Es la página principal, por lo tanto, cada usuaria tiene su propio "Home". Cuando visitamos el home de otra chica, podemos ver su muñeca virtual dentro de una habitación, luciendo la ropa y accesorios que se le hayan puesto en ese momento. También podremos ver las últimas fotos de ítems subidos, un calendario de tenidas, donde se pueden ver las tenidas de días anteriores de su poupée durante todo el mes, sus amigas, etc. 

## Dress up
Este es el lugar donde vestimos a nuestra muñeca. En esta sección se encuentra, de forma ordenada, a modo de placard o clóset, toda la ropa y accesorios por categorías y subcategorías como "Outers", "Shoes", "Maquillaje". En la primera página se nos muestran los últimos 50 ítems adquiridos.
En el dress up también podremos cambiar el diseño de la pared de la habitación en que se encuentra nuestra Poupeé en el HOME. Cada vez que vestimos a la muñeca podemos publicar la imagen en otros sitios como Facebook o Twitter.

## Jiten (Fashion Dictionary)
En esta sección se encuentra la lista de marcas reales que participan en el juego. Están ordenadas por estilo (por ejemplo, glam o Gothic Lolita) y también, por orden alfabético. Cada marca tiene su propia página dentro del jiten, en la cual se puede ver información sobre ella, todas las fotos subidas de esa marca por las poupeés del mundo y se puede visitar el sitio oficial mediante un enlace externo.
El jiten, nos sirve para mirar fotos de productos de alguna marca que nos interese o para revisar si la marca del ítem que vamos a subir está en el jiten (no es necesario que todas nuestras fotos sean de objetos con marca).
A modo de ejemplo, algunas de las marcas incluidas en la lista son: Sanrio, Moi Même Moitié, M.A.C, L'Oréal, Dior, Dolce&Gabbana

## Katharine's Shop
Katharine es el "icono" de Poupée Girl, es decir, como si fuera la dueña, la administradora. En la tienda de Katharine (Katharine's Shop) se venden ítems especiales, siempre nuevos. Esta tienda funciona con un sistema de Eventos, los Eventos son colecciones temáticas de ropa y accesorios que se venden por un plazo determinado y luego desaparecen (puede durar semanas o meses) Algunos ejemplos de eventos son: Evento de Navidad, de año nuevo, de trajes de baño, de ropa de invierno, de maquillaje, etc. 
Hay dos áreas en el Katherine's Shop: Jewel's Area (ítems pagados con dinero real) y Ribbon's Area (ítems para usuarias que quieren jugar gratis). Por lo general, los eventos salen con colecciones para las dos áreas, aunque han salido eventos exclusivos para usuarias de Jewels, como el de Angelic Pretty, una marca de ropa estilo Lolita. 
Los ítems de Katherine pueden ser re-vendidos en el furima 6 meses después de ser comprados o más.
De vez en cuando, en el Pupe Town hay eventos auspiciados por marcas reales cómo Louis Vuitton, Sanrio, Lâncome, Majolica Majorca. La mayoría de estos ítems no se pueden revender en el furima.

## Furima
Furima quiere decir "Flee Market". En este puedes comprar ropa (ítems para tu muñeca virtual) a otras usuarias de la comunidad. Suelen ser objetos de eventos pasados del Katherine's Shop y objetos ganados por subir fotos o en la Shell Spring. El precio es puesto por la dueña del ítem, que siempre tratará de vender sus objetos, generalmente, al mayor precio posible. Se divide por categorías, al igual que la página de Dress up.

## Shell Spring (Fuente de Conchas)
Cada vez que se visita el Home de otra poupeé, puede que su Piyo (el pajarito amarillo que está en su habitación) nos tire una concha de color rosa, la cual se puede recoger, haciéndole un clic. Otra manera de conseguir shells, es al reciclar algún ítem, te dan 1 shell por cada ítem que recicles y te dan más si el ítem es de jewels, también puede ser que cuando subas una foto te regalen una shell.
Al juntar 5 shells (conchas) podemos visitar la fuente y tirarlas, para que a cambio nos dé un ítem para nuestra muñeca virtual. Los ítems regalados por la fuente puede que sean muy lindos, especiales y caros o muy feos y baratos. Los ítems obtenidos por este medio pueden ser vendidos en el furima. Además suele haber eventos también para la fuente, si tienes suerte te puede tocar algún ítem del evento.
Si tiras a la fuente 5 conchas del mismo tipo obtendremos un papel de pared (wallpaper) para la habitación de la poupeé. Hay 3 tipos de concha diferentes y en Halloween hay también caramelos, que tienen el mismo propósito.

## Clóset
Es el lugar donde tenemos agrupadas por categorías las fotos de nuestros ítems reales. Por cada ítem real subido nos dan ribbons y una pieza de ropa para la muñeca, que son los mismos que da la fuente. El objeto puede describirse, si se deseea, y clasificar, además de encasillarlo en una de las marcas que esté en el jiten. Cada chica que visite nuestro objeto puede hacernos un comentario y darle un voto. Si tiene muchos votos puede llegar a estar en el "cute ranking".
Hay una serie de objetos que no está permitido subir, como peluches, artñiculos escolares, comida, etc. Mostrar cuerpo o cara tampoco está permitido y puede ser causa de baneo del juego.

## Ribbons
Los ribbons son la moneda de Poupée Girl, con estos puedes comprar nuevos ítems para vestir a tu "muñeca", cambiarle su peinado o su piel.
Las formas de conseguir ribbons son:
- Entrando diariamente al sitio el primer día te dan 10, el segundo día 20, el tercero 30, el cuarto 40 y el quinto es sorpresa, pueden ser de 50 a 100 ribbons, y en algunas ocasiones muy esporádicas te dan shells . Si un día no lo haces, se pierde el ciclo, así que la próxima vez que te cambies de nuevo tendrás solo 10.
- Vistiendo a la poupée cada día, consigues 10 ribbons. Hay días donde se te obsequia un 'Dress Up Bonus', que varía desde los 10 ribbons hasta los 30; Si vistes a tu "muñeca" todos los días, el bonus será siempre de 30 ribbons cada 10 días. Si un día no lo haces, a los 3 días siguientes (y consecutivos) el bonus será de 10 ribbons, y a los 7 días, un bonus de 20. Si la vistes durante cada día del mes sin falta, recibirás 500 ribbons.
- Recolectando Search Stamps. Cada search Stamp (estampa en forma de flor) se consigue buscando en la barra de búsqueda con la opción WEB tres palabras. Se puede recolectar una sola estampa por día. Cada 3 search stamps te dan 30 ribbons.
- Vendiendo ítems en el Furima.
- Dejando comentarios a las fotos de otras pupes, por comentar a amigas recibes 5 ribbons y por las demás pupes recibes 2 ribbons (debes esperar un lapso de 1 minuto para volver a dejar otro comentario); Sin embargo, existe un límite de 20 comentarios cada 24 horas, generando un total de 100  ribbons al día (Obviamente comentando solo a amigas).
- Cuando subes una foto (un ítem, como ya fue mencionado arriba). La cantidad de ribbons que te dan es totalmente aleatoria, pero se encuentra dentro de los 4R a 22R.
- Traspasando Jewels a ribbons, en el banco de poupeé.

## Jewels
Es otra moneda del sitio, introducida el 2009. A diferencia de los ribbons, las jewels se consiguen con dinero real. En el Katherine's Shop hay una sección exclusiva para comprar "jewel items". Suele suceder que estos son claramente mucho más bonitos que los que se pagan con ribbons, para atraer a más niñas a pagar por el juego.
Con las jewels también se pueden comprar ítems en los Celebrity shops, que son tiendas representadas por celebridades japonesas, como Tsuji Nozomi y Aya Hirayama

## Otras cosas que hacer en PG
- Jugar al piyo ballon. El juego se trata de manejar al piyo que tu elijas e ir esquivando globos para no reventarlos a medida que vuelas. Cuanto más alto vueles, mejor será el premio que ganarás. Debes pagar 30 ribbons por jugarlo.

- Participar y votar en los concursos. Se hacen Concursos de moda temáticos en los cual puedes participar por el premio de un ítem exclusivo y una cantidad de ribbons.

- Visitar el topic Cafe. Es una especie de chat, a modo de tagboard, donde puedes conversar con otras poupée. Suele ser utilizado más que nada por las japonesas.

- Ir a la Poupée Clinic. Si estás desconforme con la cara de tu muñeca, siempre puedes hacerle una cirugía, Acá podrás cambiar sus ojos, su boca, poner o quitar lunares y pecas. Cuesta caro, tal como en la vida real.

## Como disfrutar Poupee girl
- Ver la ropa nueva de tus amigas
- Conseguirle ropa a tu muñeca virtual
- Puedes llegar a un top de cosas lindas, lo que por lo general es muy difícil, esto se hace a través de un botón que se encuentra debajo de cada ítem.
- Conseguir amigos
- Ir al Jiten (lista de marcas) y buscar productos que te interesen según marca y categoría ( por ejemplo: sombras de ojos L'Oréal, pantalones Sybilla, accesorios H&M)